# Bupleurum stellatum
Bupleurum stellatum es una especie de planta herbácea perteneciente a la familia de las apiáceas.

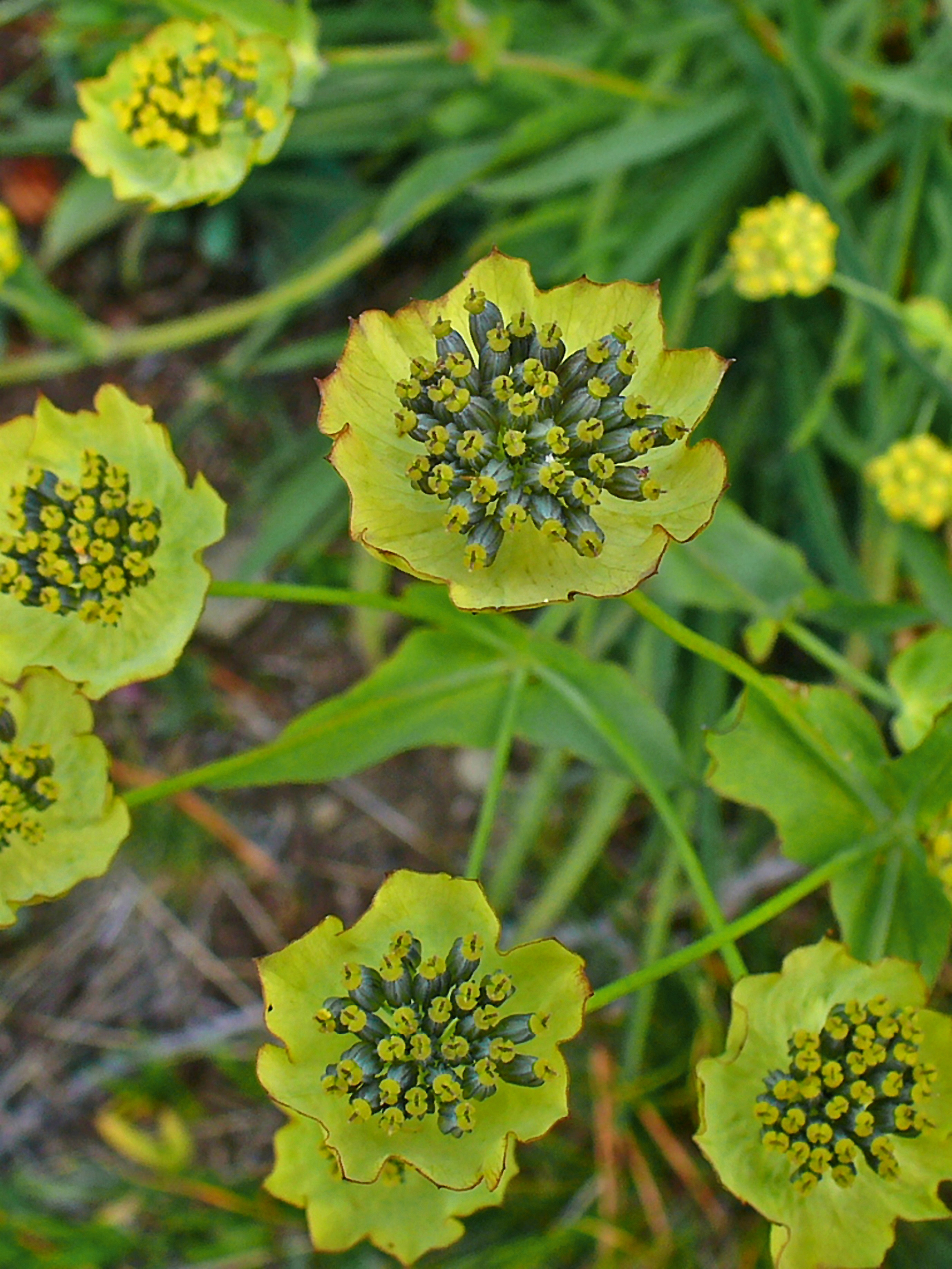
Inflorescencias

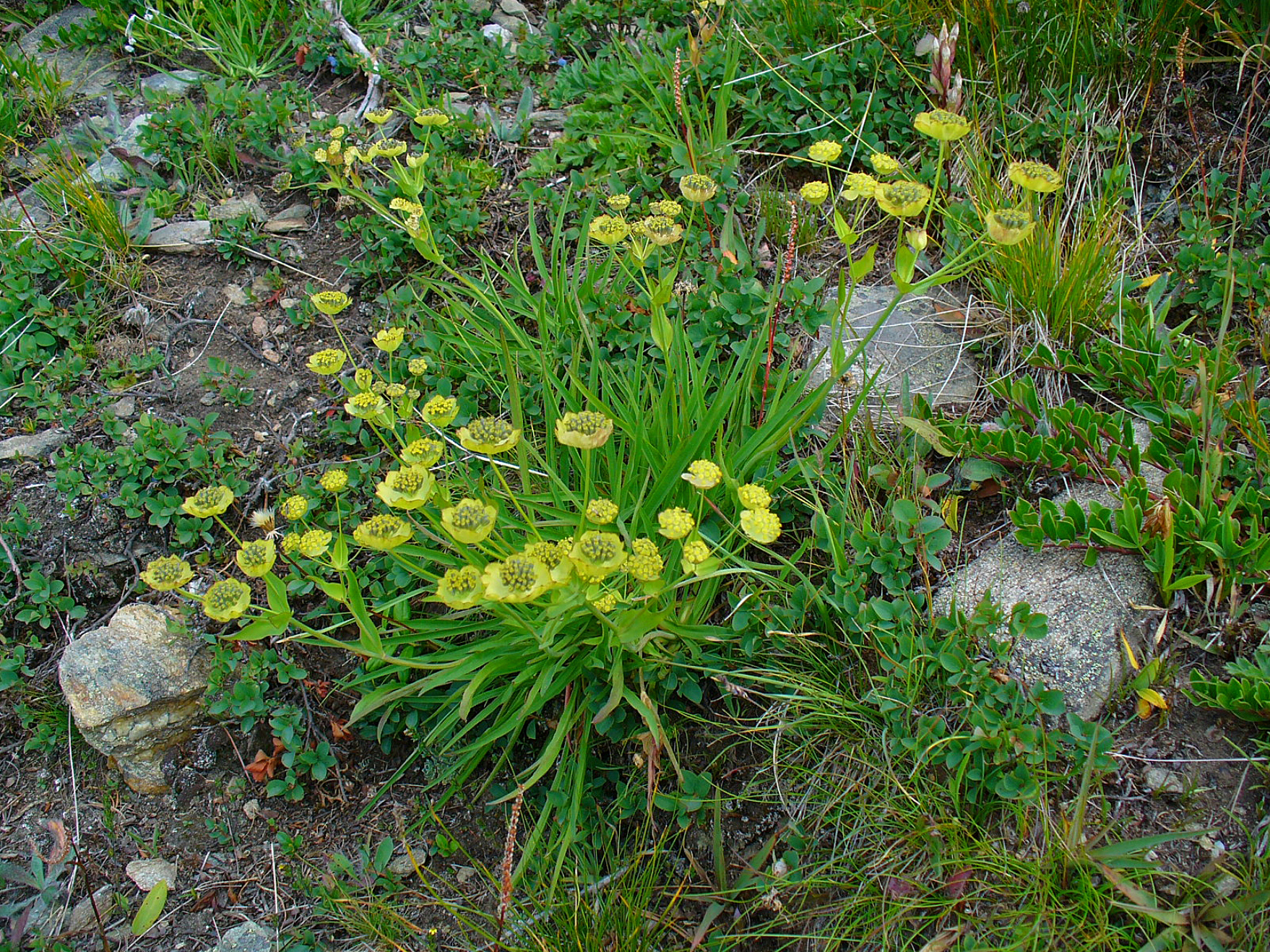
Vista de la planta

## Descripción
Es una planta con la raíz leñosa perenne y que alcanza una altura de 20-40 cm. Las hojas son basales reunidas en una especie de roseta, tienen forma lanceolada (son mucho más largas que anchas) o lineales  con un nervio central de gran tamaño. El ápice mucronado o posiblemente redondeado de 15-25 cm de longitud, y de 0,7 a 2 cm de ancho. La inflorescencia en forma de umbela (raramente 2 a 3 umbelas). Las flores son hermafroditas, actinomorfas y pentámeras. El fruto es de tipo aquenio.

## Distribución y hábitat
Se distribuye desde los Alpes hasta Córcega y se encuentra generalmente en las regiones templadas y frías de Europa. Su hábitat preferido se encuentra entre las rocas o pedregales,  también en herbazales secos y áridos, estériles o frescos. La especie crece sobre sustrato silíceo, pero no rechaza los suelos básicos. Se encuentra en alturas de 600 a 2700 metros.

## Taxonomía
Bupleurum stellatum fue descrita por Carlos Linneo y publicado en Species Plantarum 236. 1753.
Etimología
Bupleurum: nombre genérico que deriva de dos palabras griegas bous y pleurón, que significa "buey" y "costa". Probable referencia a las ranuras longitudinales de las hojas de algunas especies del género. Este nombre fue usado por primera vez por Hipócrates y, de nuevo, en tiempos relativamente modernos, por Tournefort y Linneo.
stellatum: epíteto latino que significa "estrellado".
Sinonimia
- Bupleurum amplexicaule Clairv.[3]